# 日本適合性認定協会
公益財団法人日本適合性認定協会（にほんてきごうせいにんていきょうかい、英語：Japan Accreditation Board、略称：JAB）は、適合性評価制度全般に関わる公益財団法人。1993年（平成5年）設立。以前は経済産業省と国土交通省 が所轄する財団法人だったが、公益法人制度改革に伴い、2010年7月1日に公益財団法人に移行。

## 概要
- 適合性評価制度全般に関わる日本唯一の認定機関としての役割を担う純民間の非営利機関である。
- 本協会は、日本工業規格(JIS)または国際規格への適合性評価に関わる事業を行うことにより、日本における適合性評価制度および諸外国との相互承認体制の発展・確立を図り、日本の産業経済の健全な発展に寄与することを目的としている。
- 品質マネジメントシステム、環境マネジメントシステムおよび試験所の認定について国際相互承認グループメンバー。
- 所在地：〒108-0014 東京都港区芝4丁目2-3　NMF芝ビル2階

## 沿革
- 1993年(平成5年)11月1日 - 日本品質システム審査登録認定協会 設立
- 1996年(平成8年)6月 - 日本適合性認定協会に改名
- 2010年(平成20年)7月 - 公益財団法人に移行

1993年11月、品質マネジメントシステム審査登録制度における認定機関「日本品質システム審査登録認定協会」として、通商産業大臣及び運輸大臣からの諮問に答えた日本工業標準調査会の答申に基づき、社団法人経済団体連合会の主導の下、35の産業団体の支援を受け発足。
その後、世界的な環境マネジメントシステム審査登録制度創設の動きや、国内での試験所認定制度創設の必要性を背景とし、事業範囲を拡大するとともに協会の名称を現在の名称に変更。 

## 事業
日本適合性認定協会は、適合性評価制度に関わる次の事業を行っている。
- マネジメントシステムの審査登録機関、要員認証機関の認定および登録
- 試験所、臨床検査室、検査機関の認定および登録
- 製品認証機関の認定および登録
- MRA法に基づく指定調査業務(国の代行業務)
- 適合組織(品質マネジメントシステム、環境マネジメントシステムの認証を得た企業等)の公表
- 海外認定機関との相互承認の推進
- 調査および研究
- 苦情対応・広報活動
- 内外関係機関との交流および協力
- その他、日本適合性認定協会の目的を達成するために必要な事業